# Garrett (Indiana)
Pour les articles homonymes, voir Garrett.
Garrett est une ville du Comté de DeKalb en Indiana.
Sa population était de 6 286 habitants en 2010.